# Штрыклево
Штрыклево (болг. Щръклево) — село в Болгарии. Находится в Русенской области, входит в общину Иваново. В некоторых русскоязычных дореволюционных источниках, например в «ЭСБЕ» и «ВЭС», описывается как Кадыкиой.
Население составляет 2605 человек.

## История
В военную историю Штрыклево вошло во время Русско-турецкой войны 1877—1878 гг., после того как в его окрестностях произошло несколько боестолкновений Рущукского отряда русской императорской армии с частями армии Османской империи.

## Политическая ситуация
В местном кметстве Штрыклево, в состав которого входит Штрыклево, должность кмета (старосты) исполняет Георги Ангелов Миланов (независимый) по результатам выборов правления кметства.
Кмет (мэр) общины Иваново — Данка Йорданова Матеева (коалиция партий: Земледельческий народный союз (ЗНС), Болгарская социал-демократия (БСД)) по результатам выборов.